# Воскресенское (Пошехонский район)
Воскресенское — село в Пошехонском районе Ярославской области России. Входит в состав Пригородного сельского поселения.

## География
Село находится в северной части области, в подзоне южной тайги, на левом берегу реки Сегжи, на расстоянии примерно 39 километров (по прямой) к северо-востоку от города Пошехонье, административного центра района. Абсолютная высота — 131 метр над уровнем моря.

### Климат
Климат характеризуется как умеренно континентальный, с продолжительной холодной зимой и коротким умеренно тёплым летом. Среднегодовая температура воздуха — +2,9…+3,5 °C. Годовое количество атмосферных осадков — 500—750 мм, из которых большая часть выпадает в тёплый период. Преобладающее направление ветра юго-западное.

### Часовой пояс
Воскресенское, как и вся Ярославская область, находится в часовой зоне МСК (московское время). Смещение применяемого времени относительно UTC составляет +3:00.

## История
Церковь в селе Воскресенское на Водоге была построена в 1772 году на средства прихожан, Престолов в ней было три: Обновления Храма Воскресения Христова, Владимирской Божией Матери, Введения во храм Божией Матери. 
В конце XIX — начале XX века село входило в состав Соколовской волости Пошехонского уезда Ярославской губернии.
С 1929 года село являлось центром Володарского сельсовета Пошехонского района, в 1946 — 1957 годах в составе Владыченского района, с 2005 года — в составе Пригородного сельского поселения.

## Население
| 1859 | 2002 | 2007 | 2010 |
| ---- | ---- | ---- | ---- |
| 43   | ↘13  | ↘9   | ↗10  |

### Национальный состав
Согласно результатам переписи 2002 года, в национальной структуре населения русские составляли 100 % из 13 чел.